# Janez Jurman
Janez Jurman ist ein ehemaliger jugoslawischer Skispringer.

## Werdegang
Jurman gab sein internationales Debüt bei der Vierschanzentournee 1965/66. Dabei gelang ihm bereits beim ersten Springen auf der Schattenbergschanze in Oberstdorf mit Rang 43 das beste Einzelresultat der Tournee und beendete diese mit 619 Punkten auf Rang 52 der Gesamtwertung. Nach zwei Jahren Pause startete Jurman erneut bei der Vierschanzentournee 1968/69. Auch hier landete Jurman mit Rang 44 sein erfolgreichstes Ergebnis in Oberstdorf. Mit 637,5 Punkten belegte er am Ende der Tournee den 46. Platz.
Nachdem auch die Vierschanzentournee 1969/70 erfolglos verlaufen war, legte Jurman erneut eine Pause ein. Seine erfolgreichste Tournee war schließlich auch seine letzte. Bei der Vierschanzentournee 1973/74 konnte er zwar in den ersten drei Springen erneut nicht überzeugen, beendete die Tournee aber auf der Paul-Außerleitner-Schanze in Bischofshofen erstmals unter den besten 30 und wurde am Ende 24. In der Gesamtwertung erreichte er damit Rang 43.
Nach dem Ende seiner aktiven Laufbahn arbeitete Jurman als Skisprungtrainer in Ljubljana.

## Erfolge

### Vierschanzentournee-Platzierungen
| Saison  | Platz | Punkte |
| ------- | ----- | ------ |
| 1965/66 | 52.   | 619,0  |
| 1968/69 | 46.   | 637,5  |
| 1969/70 | 58.   | 704,1  |
| 1973/74 | 43.   | 776,9  |